# العقيدة (ولاية نهر النيل)
العقيدة، هي إحدى قرى ولاية نهر النيل وتقع جنوب الدامر بـ41 كلم وشمال الخرطوم بـ 225 كلم، عند خط الطول 33,72 شرق ودائرة العرض 17,29 شمال، وعلي ارتفاع 358 متر عن سطح البحر.
تحدها من الجنوب قرية الشويرب، وشمالاً قرى العالياب غرب، وشرقاً نهر النيل، وتمتد غربا حتي صحراء بيوضه و وادي ابوسلم.
من أهم المعالم الطبيعية بالمنطقة جبل العقيدة ويقع غرباً على ارتفاع 447 متر عن سطح البحر.

## التسمية
يقترب من النيل في منطقة شوتك جنوباً ومن هنا جاءت التسمية بـ (العقيدة) لأن التقاء الطرق هناك يشكل ما يشبه (عُقده). وهناك رواية أخرى لسبب التسمية وهي ان المنطقة كانت مكانا لعقد الاراء ولذلك تظهر في بعض اشعار أهل المنطقة باسم (عقيدة الراي).

## التقسيم الإدراي
تتبع إدارياً لوحدة الزيداب الإدارية إحدى وحدات محلية الدامر. تتكون المنطقة من مجموعة قري صغيره وهي:
- قري العقيدة شمال (بجبوج، اندور/امدور، حلة منصور_حلة فوق)
  - بَجْبُّوج، وهو اسم يطلق علي المكان الذي تظهر به جزيرة في النيل لم تكن موجودة، فيقال بجبجت؛ بمعني ظهرت فوق الماء، وبجبوج تصغير لها بمعني انها جزيرة صغيرة. وأغلب سكانها من القراقدة.
  - اُمدُّور، وتنطق أيضا إندُّور، وأصل الاسم محرف من كلمة أم دُر، والدُر في اللغة العربية تعني الجوهرة. تقول الروايات الشعبية بالمنطقة انها سُميت علي جوهرة كانت تضئ بها ليلا، ومن سكانها الإدريساب، الحسيناب، البطارنة والمراجبة.
  - حِلة فُوق، وهو اسم منتشر في القري التي تقع علي نهر النيل ويطلق علي الأرض المرتفعة قليلاً عن مستوي الأرض التي علي ضفة النيل. وكان من أوائل من سكنها منصور جد الصالحاب ولذلك تسمي أيضا حِلة منصور، ومن سكانها المراجبة والصالحاب.
- قري العقيدة وسط (حلة الحداد)
  - حِلة الحَدّاد، وسميت بهذا الاسم نسبة إلى الحاج محمد الأمين الحداد وهو من القاسماب، وكان من أوائل سكن بها، ولقب بالحداد لأنه كان يعمل في تحديد الأراضي الزراعية. وأغلب سكانها من الرويساب، القرع، العماجدة، الفكياب، القراقدة والضيفلاب.
- قري العقيدة جنوب (القليعة، الكمر، السامراب[2]، شوتك)
  - القِلِّيعة، وهي تصغير لكلمة القلعة وسُميت على قلعة صغيرة نشأت عليها المنطقة، وهي أقدم منطقة مسكونة بالعقيدة وأكبرها، ومن سكانها القاسماب، السروراب، القاضياب، العباساب، الكرملاب، الريداب، العتامنة، العتوة، القراقدة، الجنيقاب، والترابيس.
  - الكُمُر وهي كلمة نوبية وتعني الأرض المموجة، وسُميت بذلك بسبب قربها من سفوح جبل العقيدة ونزول عدد من الخيران بها ما يؤدي إلى جرف التربة وظهور مناطق منخفضة تجاورها مناطق مرتفعة، ويسكنها القاضياب، العباساب، الكرملاب والعتامنة.
  - شُوتَّك، ويقال أنها سميت علي قاطع طرق كان يختبئ في القلاع الصغيرة بذلك المكان. ويسكنها الرويساب، القنوياب والقراقدة.
  - السامراب، وهو حي جديد نشأ كإمتداد للكمر.

منزل بالعقيدة وسط (حلة الحداد)

- منطقة خلاوي المهدية غرباً. [3]

## السكان
يسكنها المسلماب وهم من فروع قبيلة الجعليين، ويقدر عدد سكان المنطقة بأكثر من 4,500 نسمه، ويعمل معظمهم في الزراعة والتعدين.

## النشاط الاقتصادي
يقوم معظم اقتصاد القرية علي الزراعة والتجارة حيث يوجد بها مشروع المسلماب الزراعي الذي يقع بالجزء الجنوبي للمنطقة وتبلغ مساحته حوالي الف فدان إضافة الي مساحات زراعية أخري علي نهر النيل منها جزيرة بشاير، جزيرة الراس، جزيرة بجبوج، وأكبرها جزيرة درة وتسمي أيضا جزيرة المسلماب والجزيرة الكبيرة وهي أكبر الجزر بمحلية الدامر وتبلغ مساحتها 4.6 كلم² (1,151 فدان). وأغلب المحاصيل المزروعة بها القمح الفول المصري الخضروات والموالح. 

وتبلغ جميع المساحات المروية المزروعة بالمنطقة حتي العام 2023 أكثر من 3500 فدان ويجري العمل علي توسعتها في المساحات الواقعة شمال القرية حيث تم شق الترع الرئيسية والفرعية ومسح الأراضي وبذلك سيتم إضافة أكثر من 3000 فدان لإجمالي المساحة المروية بالعقيدة.  

كما توجد بالمنطقة مساحات زراعية تروي مطرياً في عدد من الأودية غرب القرية منها وادي أبوسلم ووادي الشبيك وأكثر ما يزرع بها الذرة والبطيخ. 

### سوق الأربعاء
يقع السوق الرئيسي للعقيدة وسط القرية ويسمي بسوق الأربعاء، تأسس السوق في موقعه الحالي في السبعينات وكان موقعه الأول في منطقة شطب القبة شرق مقابر العقيدة الحالية نسبةً لقربه من الجزيرة الكبيرة التي كانت مأهولة بالسكان في ذلك الزمان، أدى فيضان العام 1946 الي تدمير السوق وتم قله إلي عدة أماكن منها السرحة وقلعة وجيل والشويرب إلي ان استقر في موقعه الحالي.

## الخدمات

مجمع الشهيد إبراهيم شمس الدين

يوجد بالمنطقة عدد 5 مدارس أساس و محطة مياه نيلية رئيسية و2 جوفية، و3 أبراج لشركات الاتصالات الثلاث زين، سوداني، وام تي ان. بالٳضافه الي مجمع الشهيد إبراهيم شمس الدين الإسلامي الخدمي الـذي افتتح في العام 2009 علي يد رئيس الجمهورية تخليداً لـذكري ابن المنطقة الـذي يحمل المجمع إسمه، ويتكون المجمع من مستشفي سلاح طبي (وهو ثاني أكبر مستشفي سلاح طبي بولاية نهر النيل)، مسجد، خلاوي قرآنية، رياض أطفال، نادي رياضي ثقافي، نقطة شرطة مجتمعية، سكن الأطباء والمعلمين، ومدرسة ثانويه مشتركه. 

قامت منظمة قطر الخيرية في العام 2017 بتأهيل وإفتتاح محطة المياه الرئيسية بالعقيدة لتبلغ سعتها التشغيلية اكثر من 5 آلاف متر مكعب يومياً.

صورة المنطقة بالقمر الصناعي

## أهـم المعالم
- مجمع الشهيد إبراهيم شمس الدين
- خلاوي المهديه
- خلاوي شيخ عمر محمد مصطفي
- المسجد العتيق
- قبة الحاج حمدوبه، وهي قبه أثريه بمقابر العقيدة منشأه على قبر الشيخ حمدوبه
- استاد العقيدة، منشأ منـذ العام 1986م بجهود أبناء المنطقة، وهو أول استاد رياضي بقطاع الزيداب

## ابرز أبناء المنطقة
- إبراهيم شمس الدين ؛ كان يشغل منصب وزير الدولة بوزارة الدفاع قبل استشهاده في العام 2001م.
- يوسف بشير خالد ، منسق عام الشرطة الشعبية والمجتمعية في السودان سابقاً.[7]
- اللواء ركن بابكر طيفَور محمد احمد، عمل قائداً للمنطقة العسكرية المركزية، وملحق عسكري للسودان بالسفارة السودانية بالسعودية، وملحق عسكري غير مقيم بالأردن وسوريا.
- حسن فضل السيد ، رجل اعمال ومالك شركات كابيتال للمعدات وكابيتال للسيارات، وله دور كبير في دعم التعليم بالمنطقة.
- العقيد خالد التاج ، عضو غرفة عمليات الجيش السوداني.[8]
- المادح حاج الماحي.[9]
- زينب ابوجودة ، مدير دار المايقوما.[10]
- الاعلامية اقبال الحاج البشير مقدمة برنامج عالم الرياضة بالإذاعة السودانية.